# J.P. Bachem Verlag
Основанная в 1818 году компания J.P. Bachem Verlag базируется в Кёльне. Основные темы издательства — детские книги, путешествия и отдых, а также архитектура и история. Книжное издательство находится в семейной собственности под управлением директора и издателя Клауса Бахема.

## История

### Основание и развитие в XIX веке

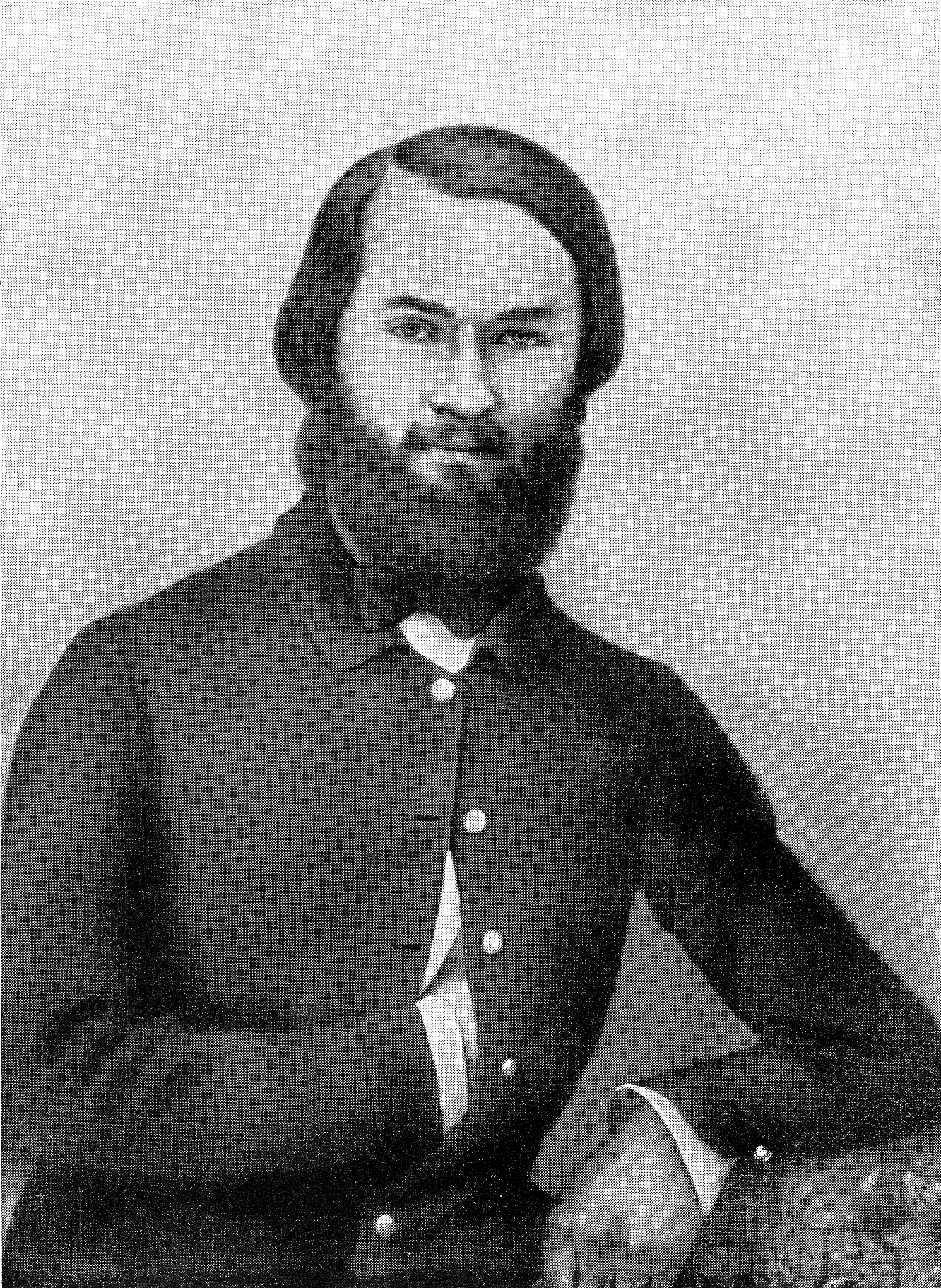
Иоганн Петер Бахем в 1810 году

Основателем издательства своего имени был Иоганн Петер Бахем. Вместе со своим другом Маркусом ДюМоном, основателем сегодняшней DuMont Media Group, он открыл книжный магазин в 1815 году. В 1818 году он стал индивидуальным предпринимателем и 4 мая того же года основал компанию «Издательство Иоганна Петера Бахема» (J.P.Bachem Verlag) на кёльнской улице Хоэ Штрассе.
Хотя Иоганн Петер Бахем умер четыре года спустя в возрасте 37 лет, издательство, которое к тому времени расширилось и включило в себя типографию, становилось всё более значимым под руководством его брата Ламберта Бахема.
Несмотря на обострение конфликта между католической церковью и протестантским правительством Пруссии, начиная с 1840-х годов издатель всё чаще публиковал католические сочинения. Попытка Ламберта Бахема создать политическую ежедневную газету католического характера, независимую от церкви и духовенства, тогда провалилась. Только его сын Йозеф Бахем сумел в 1860 году создать газету под названием «Кёльнские страницы» (Kölnische Blatten), которая отдала должное идеям его отца. В 1869 году газета была переименована в «Кёльнскую народную газету» (Kölnische Volkszeitung). В последующие годы читательская аудитория газеты быстро расширялась. Со временем газета стала ведущей католической ежедневной газетой на западе Германской Империи.
К концу XIX века издательство расширило свои помещения и возможности. В 1902 году само издательство, наборная мастерская и типография занимали 2600 квадратных метров на Марцелленштрассе в Кёльне. На рубеже веков книжное издательство расширило свой профиль, включив в него молодежную литературу, школьные учебники, книги по искусству и краеведческие произведения.

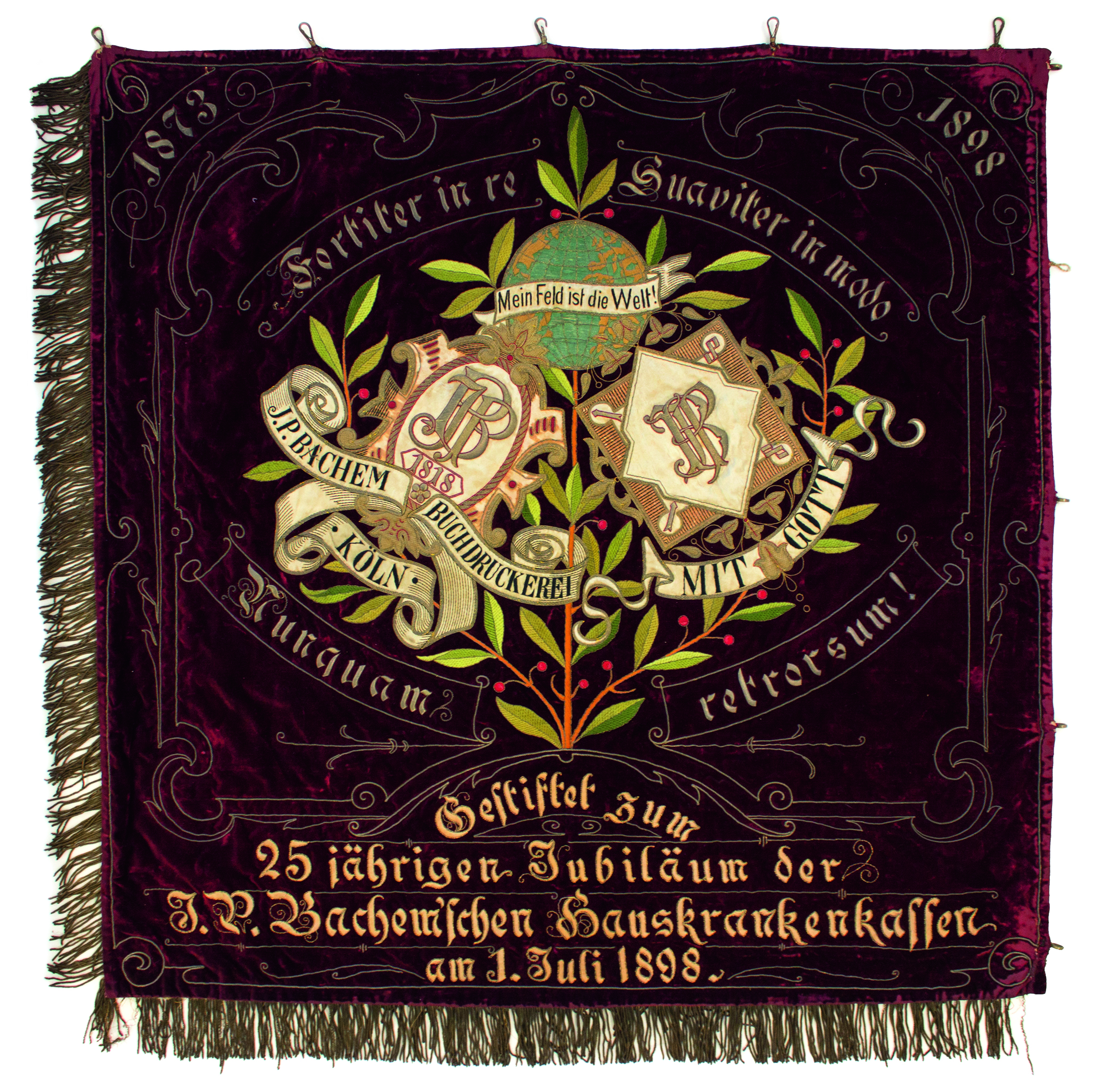
Флаг к 125-летию фонда медицинского страхования семьи Бахем в 1949 году.

Семейный бизнес, находившийся под влиянием католиков, оказался прогрессивным и с точки зрения социальной ответственности: ещё в 1824 году была создана касса домашнего медицинского страхования для служащих – более чем за 50 лет до введения обязательного медицинского страхования в Германской империи в 1883 году.

### Первая мировая война и ее последствия
В 1914 году тираж «Кёльнской народной газеты» достиг 30 000 экземпляров в день. После начала Первой мировой войны более 30% сотрудников компании ушли на фронт. Издательство поддерживало семьи солдат выплатами помощи и впервые наняло женщин в типографию. Кроме того, издательство приступило к выпуску фронтовой «Кёльнской народной газеты» и стало собирать деньги на постройку «церковного вагона», чтобы церковные службы могли проводиться на фронте.
В 1920 году издательство отделилось от своей народной газеты, которой удалось сохранить свою базу подписчиков в 28 000 человек, несмотря на экономические неспокойные времена 1920-х годов. Окончательно газета была запрещена в 1941 году.

### Нацистская диктатура и Вторая мировая война
Католический характер издательства, нежелание сотрудничать с НСДАП и дополнительные идеологические разногласия привели к тому, что гестапо регулярно обыскивало издательство Бахема, запретило доставку бумаги и экстрадицию. В 1943 году в результате масштабной бомбардировки Кёльна во время Второй мировой войны здания компании, типография и издательство были полностью разрушены. После окончания войны оккупационные державы предоставили издателю лицензию на печать и доступ к бумаге и цвету на раннем этапе из-за его явно критического отношения к нацистской диктатуре. Это позволило компании быстро начать реконструкцию и репозиционирование на рынке.

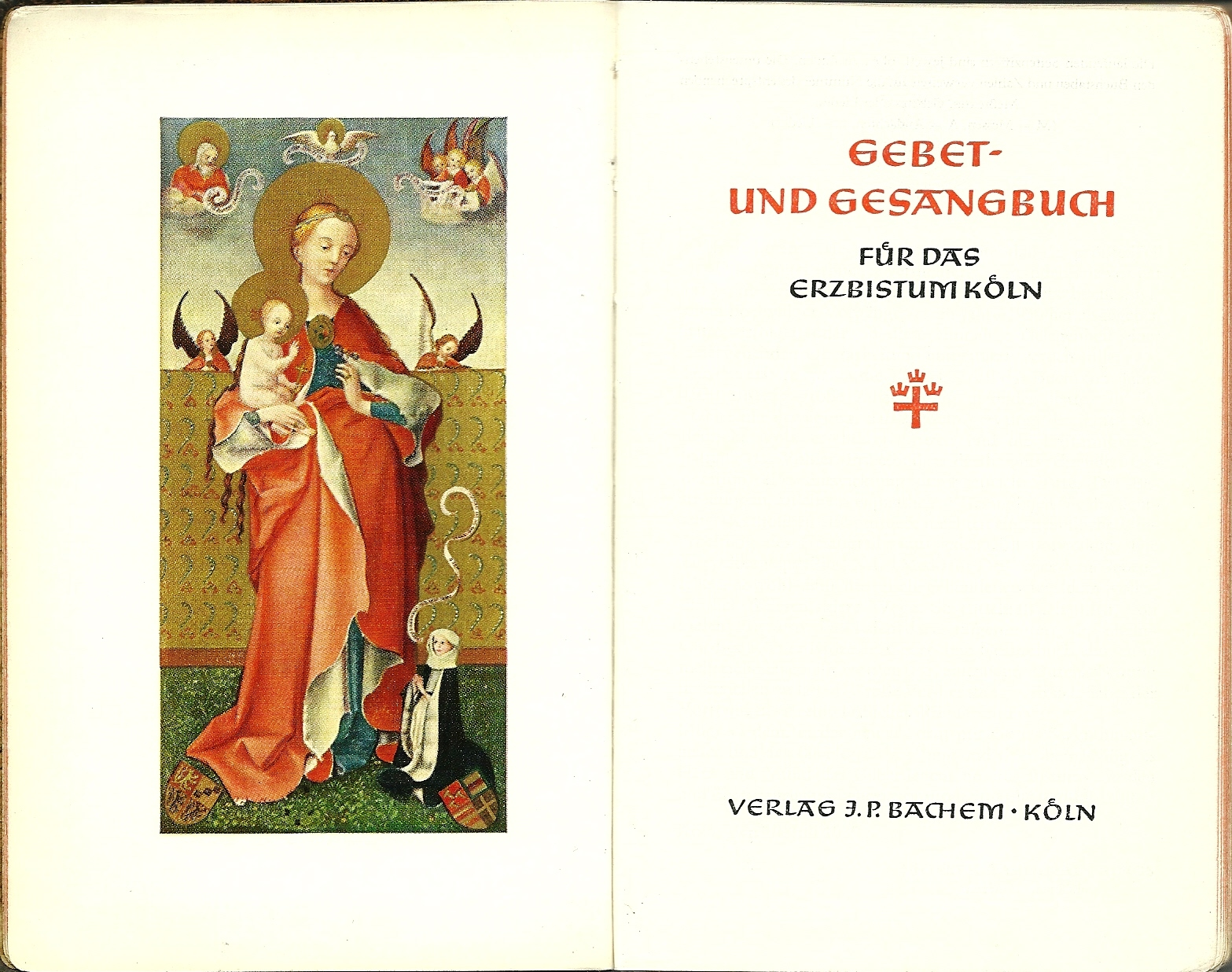
Молитвенник и гимн Кёльнской архиепархии, 1949 г.

### Послевоенный период до наших дней
В послевоенный период J.P. Bachem Verlag первоначально фокусируется на проверенных темах. Реконструкция зданий была обеспечена церковной газетой Кёльнской архиепархии и другими церковными и культурными изданиями. Но уже в 1960-е годы фокус издательства сместился на другие направления: центральными темами издательской деятельности стали региональная литература и кёльнский диалект. Бахем также публиковал специальные и технические книги, а также гуманитарные, особенно богословские труды. Йозеф Ратцингер, впоследствии Папа Бенедикт XVI, опубликовал некоторые из своих работ в издательстве Бахем.
В 2010 году издательство Бахем отделилось от группы специализированных компаний J.P. Bachem и с тех пор работает отдельной компанией под руководством Клауса Бахема. Сегодня издательство специализируется на региональной и национальной литературе о путешествиях и отдыхе, а также на иллюстрированных и научно-популярных книгах для детей. Программа также включает в себя электронные, аудиокниги, мобильные приложения и GPS.

## Издательские программы
Программы J.P. Bachem Verlag в первую очередь характеризуются темами путешествий и отдыха, региональной культуры и религии, истории, архитектуры и детских развлечений.

### Программы для детей
Программа детских книг в J.P. Bachem Verlag в основном содержит развлекательные книжки с картинками, книги для предварительного чтения, книги для первого чтения, а также научно-популярные книги и тексты для молодежи до 12 лет.

#### Книги по поиску скрытых предметов
Для J.P. Bachem Verlag характерны книги со скрытыми предметами. Во многом они создаются в сотрудничестве с различными организациями, такими как футбольные клубы, больницы, зоопарки или Немецкой железной дорогой.

#### Научно-популярные книги
Научно-популярный сериал «Мир науки Бахема» (Bachems Wissenwelt) предназначен для детей от восьми лет и затрагивает различные региональные и национальные темы. Под заголовком «Как это работает?» рассматриваются зоопарки, спортивные клубы и городские темы, такие как полиция и пожарная служба. Крупнейшие научно-популярные проекты создаются в сотрудничестве с разными городами: такие издания, как «Кёльн – как это работает?» и «Мёнхенгладбах – как это работает?» публикуются как для книжных магазинов, так и в виде школьных учебников для третьеклассников.

#### Детские книжные серии
Помимо отдельных изданий, в программе детской книги издательства также выходят книжные серии. К ним относятся сериал «Стрёппхе», сериал «Ана-Ана» и сериал «Мистер Панда».

### Программы для взрослых
Книжные программы для взрослых освещают темы путешествий и отдыха, истории и архитектуры, религии и культуры.

#### Путешествия и отдых
В центре внимания путеводителей по путешествиям и отдыху находятся туры по Рейнской области, Айфелю, Вестервальду и Бергишес-Ланд, а также вокруг рек Мозель, Зиг и Ар. Издательство Бахем также работает над сериями книг о путешествиях и паломничествах, таких как «На велосипеде» и «Пути Иакова» (Jakobswege).

#### История и архитектура
Основными темами публикаций по истории и архитектуре являются история искусства, экономики, архитектуры Кёльна и окружающих городов. Изданная в этом направлении серия книг «Маленькая иллюстрированная история» включает несколько томов по истории экономики, церкви, искусства и архитектуры, а также общей истории города Кельна и издается  с 1911 года. Серия «Топ и Топ – сцены из истории Кельна» также включает три тома и посвящена историческим местам Кёльна.

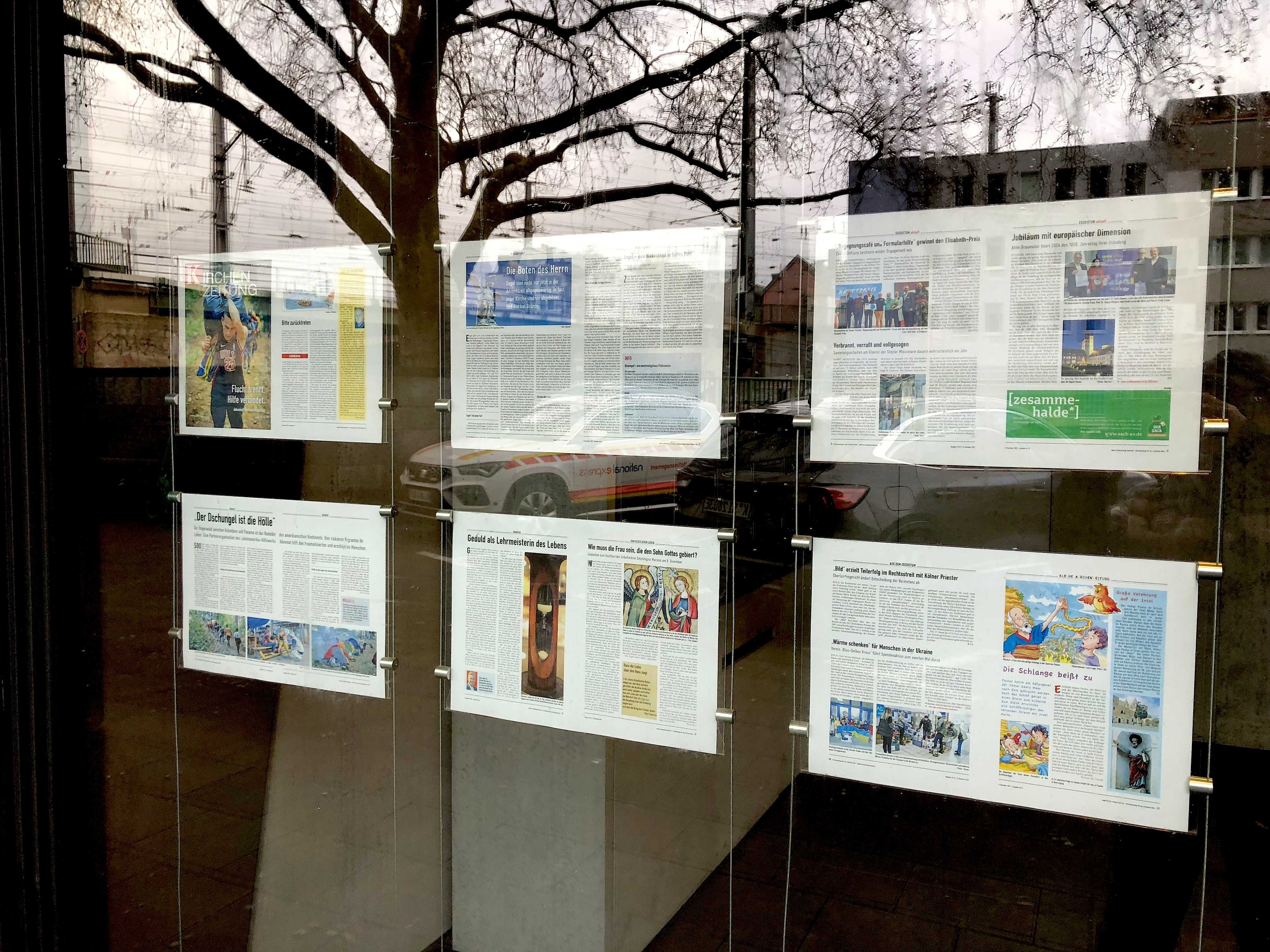
Листы газеты «Кирхенцайтунг» на входе в издательство Бахем

#### Религия и культура
В этой программе в основном публикуются отдельные тома, посвящённые католической церкви. Отдельные темы включают историю, здания и важных деятелей церкви. Более широкую аудиторию охватило кёльнское издание Евангелия. Еще одна серия в этой категории — книги «Тропы в звездном свете».

### Периодика
Традиционно церковная газета Кёльнской архиепархии выходит под эгидой издательства Бахем. Кроме того, четыре раза в год выходит специализированный журнал о церквях и кладбищах под названием «Выбор» (Die Auslese).